# Mamour Malick Jagne
Mamour Malick Jagne (* ) ist ein gambischer Ökonom und Banker. Er war kurzzeitig Zentralbank-Gouverneur im westafrikanischen Staat Gambia.

## Leben
Jagne besuchte die Armitage Senior Secondary School.
Für die gambische Regierung arbeitete er über 20 Jahre, unter anderem den 1980er Jahren als Staatssekretär im Finanzministerium. Unter der Regierung Dawda Jawara war Jagne  als Divisional Commissioner in der MacCarthy Island Division (jetzt Gouverneur) tätig. Von Februar 1988 bis 1989 war er Gouverneur der Zentralbank von Gambia.
Nach seiner Tätigkeit als geschäftsführender Direktor der Islamischen Entwicklungsbank in Dschidda (Saudi-Arabien) kehrte Jagne nach Gambia zurück und gründete die Arab Gambian Islamic Bank (AGIB) und wurde deren Geschäftsführender Direktor, diesen Posten behielt er bis Ende Oktober 2008. Er ist  Exekutivsekretär der Gambia Bankers Association und Kanzler des Institute of Bankers of The Gambia. Auch ist er Vorsitzender der Gambia Revenue Authority.